# Disturbios en las Islas Salomón de 2021
Los disturbios en las Islas Salomón de 2021 fueron una serie de manifestaciones masivas y disturbios severos que se originaron en Honiara, Islas Salomón, el 24 de noviembre hasta el 27 de noviembre de 2021.
Comenzó como una protesta pacífica contra la decisión del gobierno de reconocer a China sobre Taiwán. Sin embargo, resultó violento cuando los manifestantes intentaron asaltar el Parlamento para deponer al primer ministro Sogavare. Los negocios, principalmente en el distrito de Chinatown de Honiara,fueron quemados y saqueados. Una comisaría fue incendiada.
El gobierno respondió desplegando a la policía en la que usaron gases lacrimógenos contra los manifestantes. También solicitaron apoyo al Gobierno de Australia. Como resultado, Australia desplegó la Policía Federal Australiana y la Fuerza de Defensa. Papua Nueva Guinea y Fiji enviaron personal de mantenimiento de la paz, mientras que Nueva Zelandia desplegó policías y tropas.
El primer ministro Sogavare se resistió a los llamados a renunciar, diciendo que la decisión está en el pleno del parlamento. Una moción de censura fue firmada por un miembro de la oposición; sin embargo, fue derrotado en el parlamento el 6 de diciembre de 2021 cuando los legisladores votaron para mantener al primer ministro en el poder.

## Antecedentes
Históricamente, las Islas Salomón habían estado en un estado de conflicto étnico hasta 2003, cuando Australia desplegó una misión de mantenimiento de la paz. Los residentes de Malaita, la isla más poblada de la nación, a menudo se han quejado de que su isla es descuidada por el gobierno central.
En 2019, el gobierno central del primer ministro Manasseh Sogavare retiró el reconocimiento de la República de China y estableció relaciones con la República Popular China. La provincia de Malaita, sin embargo, continuó siendo apoyada por Taiwán y Estados Unidos, este último enviando US$25 millones de ayuda a la isla en 2020. El primer ministro de la provincia de Malaita, Daniel Suidani, también celebró un referéndum de independencia en 2020 que el gobierno nacional ha descartado como ilegítimo. El aumento del desempleo y la pobreza, empeorados por el cierre de la frontera durante la pandemia de COVID-19, también se han citado como una causa de los disturbios. Las empresas chinas también fueron acusadas de dar trabajo a extranjeros en lugar de locales.

## Eventos
Las protestas fueron inicialmente pacíficas el 24 de noviembre, con miembros del grupo «Malaita por la Democracia» reunidos para protestar por la decisión del Gobierno de las Islas Salomón de reconocer a China sobre Taiwán. Pidieron al primer ministro Sogavare que se dirigiera a ellos. Después de no reunirse con ellos, los testigos informaron que las protestas se volvieron violentas. Los manifestantes intentaron asaltar el edificio del parlamento para deponer al Primer Ministro. Se emitió un confinamiento de 36 horas, pero fue desafiado por los manifestantes el 25 de noviembre, cuando una multitud salió a las calles del barrio chino de Honiara. Los edificios contiguos al edificio del Parlamento de las Islas Salomón se quemaron hasta los cimientos. Una comisaría de policía y unos negocios fueron incendiados. La policía disparó gases lacrimógenos contra los manifestantes.
Australia respondió a los disturbios del 25 de noviembre desplegando personal de la Policía Federal Australiana y de la Fuerza de Defensa Australiana. Fueron solicitados por el gobierno de Sogavare en virtud del Tratado Bilateral de Seguridad Australia-Islas Salomón. El Gobierno australiano declaró que este despliegue era para apoyar a la Real Fuerza de Policía de las Islas Salomón para mantener el orden y proteger la infraestructura vital y no tomaría ninguna posición sobre las cuestiones internas de las Islas Salomón. Papúa Nueva Guinea acordó enviar 34 efectivos de mantenimiento de la paz para ayudar a detener la violencia.
El 27 de noviembre, la policía anunció el descubrimiento de tres cuerpos carbonizados en un edificio incendiado en el distrito de Chinatown de Honiara, lo que los convierte en las primeras muertes reportadas desde el estallido de los disturbios. El mismo día, la policía dijo que había arrestado a más de 100 personas en relación con los disturbios. Para el sábado por la mañana, los disturbios se habían detenido en gran medida y las calles estaban tranquilas, según periodistas locales y redes sociales, y oficiales de policía y tropas de mantenimiento de la paz patrullaban las calles.
El líder de la oposición Matthew Wale presentó una moción de censura contra el gobierno de Sogavare el 28 de noviembre, con el debate programado para el 6 de diciembre. La moción crea un punto de inflamación potencial para más disturbios.
Fiji envió 50 soldados el 30 de noviembre de 2021. Esto es para reforzar la Fuerza de Defensa Australiana bajo la Asociación Vuvale entre Australia y Fiji. 120 soldados permanecen en espera en Fiji si es necesario. Nueva Zelanda envió 65 policías y tropas, con 15 efectivos llegando el 2 de diciembre, y 50 durante el fin de semana siguiente.
El 6 de diciembre, Sogavare sobrevivió a una moción de censura en el Parlamento Nacional. 15 diputados votaron a favor, 32 votaron en contra y dos se abstuvieron.
El 14 de diciembre, el opositor John Kwaita fue acusado de instigar los disturbios. El daño de los disturbios se estimó en SI$ 500 millones (NZ$91 millones). Como resultado de la agitación económica, se entregaron suministros de emergencia. Para el 22 de diciembre, la presencia militar se redujo en Honiara, pero permanecen en espera para garantizar la estabilidad. El gobierno de las Islas Salomón solicitó asistencia a China. Esto fue aceptado por el Ministerio de Relaciones Exteriores de la República Popular China, y se suministraron porras, escudos y cascos a las islas para ayudar con futuros disturbios.

## Reacciones

### Nacionales
El primer ministro Manasseh Sogavare advirtió que los alborotadores «enfrentarían consecuencias», y se resistió a los llamados a renunciar, diciendo que si era destituido, «sería en el piso del Parlamento». También acusó a los manifestantes de estar «motivados políticamente» y, durante una entrevista con la Australian Broadcasting Corporation, culpó a «potencias extranjeras» por los disturbios.
El líder de la oposición, Matthew Wale, y el primer ministro de Malaita, Daniel Suidani, pidieron la renuncia de Sogavare, culpándolo por la violencia. Sin embargo, tanto Wale como Suidani también condenaron la violencia por parte de los manifestantes. El primer ministro de la provincia de Guadalcanal también denunció enérgicamente los disturbios.

### Internacionales
El gobierno de la República Popular China expresó su «preocupación por los ataques» y su apoyo a los intentos del Gobierno de las Islas Salomón de «restaurar el orden y la estabilidad rápidamente».
Sogavare alegó que los países que no querían que las Islas Salomón establecieran lazos con la República Popular China habían alimentado al pueblo de Malaita con «mentiras falsas y deliberadas" sobre el cambio de las Islas Salomón en las relaciones diplomáticas de la República de China a la República Popular China. La portavoz del Ministerio de Relaciones Exteriores dela República de China, Joanne Ou, declaró: "No tenemos nada que ver con los disturbios».
El primer ministro australiano, Scott Morrison, cuestionó si los ciudadanos y las empresas chinas fueron atacados, describiendo los disturbios como una «historia mixta». La ministra de Relaciones Exteriores de Australia, Marise Payne, también declaró que no había indicios de que países extranjeros hubieran provocado los disturbios.